# Куанишбаєв Жазилбек
Куанишбаєв  Жазилбек (29 березня 1896 - 1 вересня 1986) — старший чабан Айдарлинського радгоспу Мойїнкумського району Джамбулської області Казахської РСР. Двічі Герой Соціалістичної Праці (1948, 1958) 
БIОГРАФIЯ
Жазилбек Куанишбаев народився  в сім'ї пастуха, в селі біля підніжжя гори Хан-Тау. Сьогодні це територія Мойїнкумського району 
Джамбульської області. Змалку він почав допомагати батькові пасти овець. А коли у 1936 році вступив до артілі «Кенес», йому одразу довірили отару овець. Тоді Джазілбек навчився читати і писати, основам зоотехніки.
Джазилбек Куанишбаєв, якого називали «Польовий академік», «Маршал скотарів», все своє життя присвятив розведенню білих овець  
Після участі у першій Всеказахстанській сільськогосподарській виставці він запропонував вирощувати овець каракульської породи. Керівництво колгоспу пішло йому назустріч, завезло до отари каракульських овець. Жазилбек почав селекцію, схрещуючи нових овець з матками місцевих порід. 
Після селекції каракульські смушки з рідкісним малюнком і забарвленням, були відправлені на міжнародні ярмарки та аукціони в Делі, Бухарест, Познань, Нью-Йорк, де були дуже високо оцінені. 
У 1947 році він зміг отримати у своєму стаді 86% першокласних каракульських смушків. За такі високі показники йому було присвоєно звання Героя Соціалістичної Праці з врученням ордена Леніна і золотої медалі «Серп і молот». Вдруге Героя Соцпраці він отримав, навесні 1957 року, коли отримав десять приплодів по 150 ягнят від кожної сотні вівцематок. Тоді це був рекорд.
Майстер тваринництва (вівчарства) Казахстану (1957); 
1930 - один з перших членів  сільськогосподарської артілі "Кенесу" Мойїнкумського району;
У 1912-17 – батрак; 
У 1917-31 працював у свому господарстві; 
У 1931 - 36- робітник цегельного заводу; 
1936 - 1957 - старший чабан Коктерекського вівцерадгоспу Коктерекського р-ну Джамбулської обл.; 
У 1957-65 старший чабан Айдарлінського радгоспу; 
У 1947 отримав у середньому 130 ягнят від 100 вівцематок і 86% каракульських смушок першого сорту. 
У наступні роки також домагався високих виробничих показників
З 1967 року персональний пенсіонер але продовжує працювати громадським інспектором з вівчарства Мінсільгоспу Казахської РСР. 
НАГОРОДИ
- Орден Леніна.

- Медалями СРСР та медалями ВДНГ.

- Двічі Герой Соціалістичної Праці (1948, 1958)

- Делегат 21-го з'їзду КПРС.

- Делегат 9-го з'їзду КП Казахстану.

Депутат Верх. Ради Казахської РСР 3 - 4-го скликань. 
Занесений до Золотої книги пошани Казахської республіки (1963).